# 122. učni bataljon pehote Slovenske vojske
122. učni bataljon pehote Slovenske vojske (kratica: 122. UBP) je bivša šolska formacija Slovenske vojske.

## Zgodovina
Bataljon je bil ustanovljen 15. junija 1992, ko je 1. bataljon 22. brigade Slovenske vojske prevzel varovanje vojašnice Novo mesto.  1. julija 2002 je bil bataljon razporejen v sestavo 72. brigado Slovenske vojske.

## Poveljstvo
Poveljnik [1/22.Pehotne Brigade]
- Podpolkovnik Mirko Ognjenović

Namestnik poveljnika
- Major Benjamin Horvatič

Poveljnik [122.Učnega Bataljona Pehote]
- Podpolkovnik Roman Urbanč (? - 14. oktober 2003)

Namestnik poveljnika
- Major Aleš Zajc (2002)

## Organizacija
marec 2002
- poveljstvo
- 1. učna enota (minometi 60 in 82 mm, netrzajni topovi)
4x učna skupina

- 2. učna enota ;Poveljnik Stotnik Andrej Beljan (2002)

(pehota-strelci, puškomitraljezci, ostrostrelci (11101) - pehota-izvidniški vod (11102)
- 4x učna skupina

Poveljnik 1.učne skupinePoročnik Marko Kotar
Poveljniki Oddelkov 2UE/1US
- I.oddelek Poročnik Srečko Bahor
- II.oddelek V.Vodnik Bojan Klobčar
- III.oddelek V.Vodnik Robert Štefanič

- 3. učna enota (minometi 120 mm)
4x učna skupina